# Lönneberga
Lönneberga [̌lœnəbærja] ist ein kleiner Ort (småort) in Schweden. Er liegt in der Gemeinde Hultsfred in Småland, etwa acht Kilometer nordwestlich des Hauptortes Hultsfred. Lönneberga ist verwaltungstechnisch mit dem angrenzenden Ort Silverdalen zusammengeschlossen.
Bekanntheit genießt der Ort durch Bücher von Astrid Lindgren. In ihren Erzählungen berichtet die Schriftstellerin über das Leben vom Michel aus Lönneberga (schwedisch Emil i Lönneberga). Sie selbst ist im nahegelegenen Vimmerby aufgewachsen, das ebenfalls Eingang in ihre Erzählungen fand.
Oscar Hedstrom, der Mitbegründer von Indian, wurde 1871 in Lönneberga geboren.
Lönneberga liegt an der Bahnstrecke Nässjö–Oskarshamn.